# Josef Gangl
Josef Gangl, detto Sepp (Obertraubling, 12 settembre 1910 – Itter, 5 maggio 1945), è stato un militare e antifascista tedesco a capo delle forze ribelli dello Heer che si alleò con gli americani alla fine della guerra per liberare il castello di Itter dalle Waffen-SS.
È principalmente noto per il suo ruolo nella difesa del Castello di Itter contro le truppe della 17ª divisione di fanteria SS, in cui perse la vita.

## Vita

### Infanzia ed entrata nell'esercito
Josef Gangl nacque nel 1910 ad Obertraubling, in Baviera, figlio di un funzionario di basso livello delle Reali Ferrovie dello Stato della Baviera e di una ex-commessa. Trascorse l'infanzia in Baviera, rimanendovi anche quando entrò nell'esercito.
Il 1º novembre 1928 si unì alla Reichswehr, divenendo uno dei 100.000 soldati previsti come limite massimo degli effettivi tedeschi dopo il trattato di Versailles. In forza all'artiglieria, fu di stanza prima a Norimberga nel 7º Reggimento, quindi ad Ulma nel 5°.

### Nella Wehrmacht
Nel 1935 fu trasferito nel 25º Reggimento di Artiglieria, di recente costituzione sull'onda del riarmo tedesco, col quale rimase per la maggior parte della guerra. Andò quindi di stanza a Ludwigsburg, dove sposò la commessa Walburga Renz, dalla quale ebbe due figli.
Nel novembre 1938 Gangl fu promosso sergente maggiore. Dall'ottobre 1939 avrebbe dovuto frequentare una scuola per ufficiali della Wehrmacht, ma lui e il suo reggimento furono trasferiti d'urgenza nella Saar-Palatinato al confine con la Francia già il 7 settembre come parte dei preparativi dell'imminente guerra. Il 19 settembre undici divisioni francesi attraversarono il confine e penetrarono alcuni chilometri in territorio tedesco, ma entro due settimane si erano già ritirate su ordine del generale Gamelin. Tra le truppe che si occuparono di contenere l'avanzata francese c'erano anche quelle di Gangl.
Durante la strana guerra Gangl si occupò della scorta agli ospedali militari, per poi prendere parte, nel maggio 1940, all'invasione della Francia. Dopo l'armistizio di Compiègne divenne istruttore d'artiglieria, frequentando anche l'accademia per artiglieri di Jüterbog.
Dal giugno 1941 prese parte alla guerra contro l'Unione Sovietica, combattendo nella battaglia di Kiev e ottenendo per le sue azioni la Croce di Ferro di seconda classe. Nel gennaio 1942 fu promosso Oberleutnant ("tenente maggiore") e ricevette la Croce di Ferro di prima classe. Rimase sul fronte orientale fino al gennaio 1944, venendo poi richiamato in Germania. Dopo lo sbarco in Normandia si attestò a Caen, dove si unì alla 12. SS-Panzer-Division "Hitlerjugend" nella difesa della città. Riuscì poi a fuggire col proprio reggimento dalla sacca di Falaise, ma con pesanti perdite. Prese poi parte all'offensiva delle Ardenne, alla ritirata generale che seguì e alla vana difesa di Saarbrücken nel febbraio 1945. L'8 marzo 1945 ricevette la Croce Tedesca in oro, l'ultima sua medaglia.
Poco dopo fu promosso maggiore e gli fu dato il comando del 2º Distaccamento dell'83º Reggimento Tiratori, inquadrato nella 7ª Brigata. Essa aveva ormai perso metà dei suoi uomini ed era a corto di munizioni. All'inizio di aprile il generale della brigata Kurt Paape ordinò ai suoi battaglioni, allora nei pressi di Peißenberg, di sfondare in Tirolo e prendere parte alla difesa del ridotto alpino, in un ultimo vano tentativo di resistenza. A metà aprile però Gangl e i suoi uomini incontrarono il tenente generale Georg Ritter von Hengl, che ordinò loro di ripiegare su Wörgl, vicino Itter. Tra i comandi tedeschi regnava il caos, visto che ormai la guerra era persa: i passi alpini stavano per cadere in mano agli Alleati e l'invasione sovietica aveva tagliato la Germania in due, isolando Berlino; di lì a poco Hitler si sarebbe suicidato, sancendo la fine della seconda guerra mondiale in Europa.

### Ultima battaglia in Austria
Pochi giorni dopo il suo arrivo a Wörgl Gangl entrò in contatto col gruppo locale della resistenza austriaca, guidato da Alois Mayr: avendo compreso la futilità di continuare a combattere, aveva infatti deciso di disattendere gli ordini superiori di difendere fino alla fine Wörgl dagli americani facendo saltare in aria i ponti e bloccando le strade.
Il 3 maggio 1945, a seguito dell'offensiva finale americana, la quasi totalità delle forze tedesche abbandonò il Tirolo. Gangl e alcuni uomini del suo reggimento invece decisero di rimanere a presidiare Wörgl per evitare rappresaglie contro i cittadini locali da parte delle Waffen-SS. Gli austriaci infatti si stavano arrendendo in massa, e Gangl temeva l'applicazione dell'ordine di Heinrich Himmler di fucilare chiunque avesse tentato la resa.
Alle ore 11:00 del 4 maggio il cuoco ceco Andreas Krobot, prigioniero al castello di Itter, si presentò a Gangl e gli riferì ciò che era accaduto poco più in là. Le SS, che presidiavano il maniero, l'avevano abbandonato e avevano lasciato i prigionieri a sé stessi, salvo poi ripensarci e cominciare a tornare verso il castello. I prigionieri allora avevano inviato prima un partigiano slavo e poi Krobot a cercare aiuto contro l'attacco imminente. Gangl, che non voleva sacrificare i suoi uomini in una missione suicida, decise di correre incontro agli americani sotto bandiera bianca e chiedere il loro aiuto per difendere Itter. A Kufstein, a 8 km di distanza, incontrò un'unità di ricognizione americana al comando del capitano John C. "Jack" Lee, che accettò di aiutare Gangl nella difesa del castello. Allora Gangl, Lee, dieci tedeschi e quattordici americani si diressero verso il maniero con scarsi armamenti e un solo carro armato.
Nel giro di poco tempo ebbe inizio la battaglia del castello di Itter, l'unico scontro della seconda guerra mondiale in cui soldati tedeschi e americani combatterono fianco a fianco. Gangl telefonò a Mayr per chiedere altri aiuti, e si fece inviare altri tre uomini. Alla lotta presero parte anche i prigionieri francesi liberati, tra i quali molti personaggi noti come Édouard Daladier, Jean Borotra e il generale Gamelin, lo stesso contro cui Gangl aveva combattuto all'inizio della guerra.
La mattina del 5 maggio più di un centinaio di uomini della 17. SS-Panzergrenadier-Division "Götz von Berlichingen" circondarono il castello e lo presero d'assalto. I combattimenti durarono molte ore, e la battaglia si risolse nel pomeriggio quando i soldati del 142º Reggimento Fanteria dell'esercito americano giunsero in soccorso di Lee, costringendo le SS alla resa. C'era stato un solo morto dalla parte dei difensori, ovvero lo stesso Josef Gangl. Era stato colpito a morte da un cecchino mentre tentava di spostare l'ex primo ministro francese Paul Reynaud dalla linea di tiro dei nemici.
Fu sepolto a Sankt Johann in Tirol.

## Onorificenze

### Onorificenze austriache
Gangl, nonostante fosse tedesco d'origine, fu onorato come eroe della resistenza austriaca, e gli è intitolata una strada a Wörgl, la Sepp Gangl-Straße.

### Onorificenze tedesche
Il 16 ottobre 2021 il sindaco di Ludwigsburg Matthias Knecht ha onorato il maggiore Sepp Gangl con una targa alla Karlkaserne.

## Nella cultura di massa
Il gruppo musicale svedese dei Sabaton ha composto una canzone sui fatti di Itter, The Last Battle, dove è citato lo stesso Gangl.